# Antoni Aymemí Ferrer
Antoni Aymemi Ferrer (1870-1941), fou un missioner català, nascut a Almoster i germà del també missioner Josep Aymemí Ferrer, fundador el 1926 dels establiments de Basilé i Nasupú a la Guinea Equatorial a l'illa de Fernando Poo avui de Bioko.
Va traduir un catecisme i altres llibres religiosos a la llengua bubi, llengua pròpia dels nadius de Bioko (els bubis). També va escriure un diccionari bubi-espanyol i alguns estudis sobre l'ètnia bubi.